# Frank Schwalba-Hoth
Frank Schwalba-Hoth (født 12. december 1952 i Hamborg) er tidligere politiker, grundlægger af Die Grünen samt europaparlamentsmedlem.

## Uddannelse og profession
Efter Frank Schwalba-Hoth havde fået studentereksem på Otto Hahn Gymnasium i Geesthacht og havde afsluttet sin militærtjeneste studerede hen på Philips-Universität Marburg. Her aflagde han Statseksamen i undervisning 1981. 

## Politik

### Politisk arbejde udenfor parlamentet
Allerede i løbet af sit studium var Schwalba-Hoth meget politisk aktiv; i 1980 grundlagde han (GBAL) "Grün Bunt Alternative Liste". Midlertidigt blev han valgt til præsident af universitetets studenter-parlament. Han var blandt andet aktiv i initiativer som det "3. internationale Russell-tribunal: til situationen om menneskerettigheder i Forbundsrepublikken Tyskland" eller "informationstjenesten til spredning af udeladte nyheder".

### Parti
Schwalba-Hoth var medstifter af GWL ("Grüne Liste" fra Marburg) i 1978 og senere af GLH ("Grüne Liste Hessen"). I 1980 tilhørte han grundlæggerne af partiet "Die Grünen" og var i 1981/82 en af to assisterende landsformænd og talsmand for det hessiske landsudvalg. Han betragtedes som tilhænger af den fundamentalistiske fløj af de grønne, de såkaldte "Fundis". 

### Landdag
Fra 1. december 1982 til 4. august 1983 var han medlem af landdagen i Hessen. Speciel opmærksomhed tiltrak Schwalba-Hoths "Blutspritzaktion" i 1983: 
Ved en modtagning i landdagen den 3. august 1983 til ære for de amerikanske tropper, som var stationeret i Hessen, sprøjtede han blod på den amerikanske general Paul S. Williams, som var placeret i Frankfurt. Aktionen havde en betydelig virkning i offentligheden. Mens pressen hovedsageligt kritiserede aktionen som uværdig, modtog Schwalba-Hoth ros af største delen af sit parti og fredsbevægelsen. 

### Europaparlament
Fra 1984 til 1987 var Schwalba-Hoth medlem af Europaparlamentet, næstformand af petitionsudvalget og i 1986/87 var han en af to næstformænd for de grønnes fraktion i Europaparlamentet, inden han trådte tilbage på grund af rotationsprincippet. 

## Rådgivningsgerning i Bruxelles
Efter arbejdet i Europaparlamentet arbejder Schwalba-Hoth som rådgiver i Bruxelles. Han har desuden har han været leder af Greenpeaces EU-kontor. I 1998 stiftede han sammen med Silvana Koch-Mehrin (FDP) rådgivningsvirksomheden Conseillé + Partners og arbejdede for firmaet til 2002. Desuden var han i flere år engageret i at arbejde for EU-kommissionens TACIS-program i staterne fra tidligere Sovjetunionen og Mongoliet, for "TACIS Environmental Awareness Raising Programme" (TEAP) og han medvirkede ved ratificeringen af Århus-konventionen i Moldova og Ukraine. Siden 2002 er aktiv som selvstændig "Political Strategist" med fokus på civilsamfund, bæredygtig udvikling, energipolitik, videreudvikling af EU og institutionelle spørgsmål. Allerede siden 1989 organiserer han Networking-middage, som finder sted hver måned ("Soirée Internationale"), hvor der deltager 60 til 80 mennesker med forskelligt faglig, kulturel, national og social baggrund. Siden 2006 rådgivningsforums-medlem i Jakob von Uexkülls "Right Livelihood Foundation", som årlig i starten af december uddeler Right Livelihood Award i Stockholm.

## Literatur
- Fraktion der Grünen im Hessischen Landtag: Broschüre Die Würde einer Uniform ist antastbar - eine Dokumentation. August 1983
- Lothar Bembenek; Frank Schwalba-Hoth: Hessen hinter Stacheldraht, verdrängt und vergessen: KZs, Lager, Aussenkommandos, Frankfurt, Eichborn Verlag, 1984
- Jochen Lengemann, Präsident des Hessischen Landtags (Hrsg.): Das Hessen-Parlament 1946-1986. Biographisches Handbuch des Beratenden Landesausschusses, der Verfassungsberatenden Landesversammlung und des Hessischen Landtags (1.-11. Wahlperiode). Insel-Verlag, Frankfurt am Main 1986
- Katja Ridderbusch: Der Tross von Brüssel, Wien, Czernin Verlag, 2006
- Frank Schwalba-Hoth: stakeholder.eu, The Directory for Brussels, Berlin, Lexxion Verlag, 2011 og 2012.